# Карл Ритер
Карл Ритер (на немски: Karl Ritter; роден 7 август 1779 г., починал 28 септември 1859 г.) е немски географ, педагог. Заедно с Александър фон Хумболт е смятан за един от основателите на съвременната географска наука, като я утвърждават като самостоятелна научна дисциплина. От 1825 г. до смъртта си Ритер завежда катедрата по география в Берлинския университет.

## Биография
Карл Ритер е роден през 1779 г. в Кведлинбурге, курфюрство Саксония, в академично семейство. Той е едно от шестте деца. Бащата на Карл, д-р Ф. В. Ритер, умира, когато детето е на две години. На петгодишна възраст той е записан в училището „Шнепфентал Залцман“, посветено на изучаването на природата (очевидно основателят на училището Залцман е бил повлиян от трудовете на Жан-Жак Русо за образованието на децата). След като завършва обучението си, Ритер е представен на Бетман-Холвег, банкер от Франкфурт. Банкерът решава, че Ритер трябва да стане възпитател на децата му, докато учи в Университета в Хале за сметка на своя покровител. Ритер започва работа като наставник на децата през 1798 г. и работи по този начин в продължение на петнадесет години. Същевременно той започва задълбочено изучаване на географията. Между 1798 и 1814 г. Карл Ритер предприема няколко пътувания в Швейцария, Савоя, Франция и Италия.
През 1819 г. получава място като учител по история в гимназията във Франкфурт. От 1820 г. до смъртта си е преподавател по география в Берлинския университет. През 1821 г. защитава докторската си дисертация. Освен в университета той изнася лекции и в близкия кадетски корпус. Ритер пътува всяко лято, като посещава всички страни от Европа с изключение на Испания и Русия.
Ритер е чуждестранен почетен член на Петербургската академия на науките (от 1835 г.). През 1849 г. е избран за чуждестранен почетен член и на Американската академия на науките и изкуствата.

Той е автор на фундаменталния труд „Науката за Земята във връзка с природата и историята на човечеството“ (на немски: Die Erdkunde im Verhältniss zur Natur und zur Geschichte des Menschen; започнат през 1817 г., през живота на Ритер са публикувани 19 тома за Азия и Африка). Това е един от най-обширните географски трудове, написани някога от един автор. Той отделя голямо внимание на изучаването на географията на Русия и Иран. Развива сравнителния метод в географията, неговия аналитичен компонент. Смята, че задачата на географията е да разкрие връзките и да установи причините за явленията и процесите в природата, изучавайки я като цяло. Ритер е привърженик на географския посибилизъм – адаптирането на човешкото общество към природните условия. Опитва се да докаже определящото влияние на природата върху съдбите на народите и нациите, което допринася за формирането на геополитиката. Той пише: 
| „ | Физико-географската структура на всяка страна е определящият фактор за историческия прогрес на всяка нация. | “ |

 Той твърди, че:
| „ | Географията е своеобразна физиология и сравнителна анатомия на Земята: реки, планини, ледници и т. н. са отделните органи, всеки от които има своите функции, и тъй като физико-географската основа е основа за развитието на обществото, тя като физическа основа определя хода на обществото и човешкия живот. | “ |

Неговата концепция за органичния модел на държавата предвижда необходимостта от така нареченото „жизнено пространство“ – Lebensraum за пространственото разрастване на държавния субект. Съответно поглъщането на територията на друга държава или нация, включително насилственото поглъщане, се разглежда от него като биологична необходимост на държавата за растеж. Именно Ритер въвежда за първи път в научно обръщение термина Lebensraum, използван по-късно активно от Фридрих Ратцел.
Идеите на Ритер до голяма степен определят развитието на географската мисъл през XIX и началото на XX век.
През 1857 г., по препоръка на Руското географско дружество, е награден с орден „Св. Станислав“ 2-ра степен.
Името на Ритер носят хребетът в Наншан, изследван през 1879 г. от Николай Пржевалски и кръстен от него на немския географ.